# サクセス12
『サクセス12』 (－トゥエルブ) は社会評論社から発行されている中学受験情報誌である

## 概要
2006年9月創刊。
- 書店で販売されている中学校進学情報誌（2010年9月現在）
- 私立・国立・公立中高一貫校進学を志す小学生を中心に、その保護者、教育関係者らを主な読者層としている。
- A4変型版
- 約120ページ
- 偶数月28日発行（2010年9月現在）

## 特徴
中学校進学サポート＆指導機関として、長年の伝統と実績を誇る早稲田アカデミー・進学情報部門の完全バックアップを受け、その情報を編集部側が独自の切り口で分析、報道している。
内容・企画としては、受験生やその保護者をターゲットとした受験等の一般情報から、学校紹介（学校の魅力、説明会情報）、模試情報（首都圏各模擬試験機関による）、合格のための勉強法、入試分析等を取り扱っている。
姉妹誌として、高校受験情報誌のサクセス15がある。